# 森藍子
森 藍子（もり あいこ）は日本の女性声優。アダルトゲームに声をあてている。

## 出演作品
太字は主役・メインキャラクター

### ゲーム

#### 2003年
- スロットしてからね（井原綾乃）

#### 2004年
- アメリカーノ、プリーズ!（柿崎あゆみ）
- いじってプリンセス〜もう!またこんなところで〜（ニーナ）[1]
- 女子寮辱 〜良家美人姉妹おどり喰い〜（清島夕実[2]、高梨瑞穂[3]）
- ひとがたルイン（リア）
- 人妻×人妻4 -ここは人妻フィットネス-（小武海千絵）
- Blue Lagoon 〜南の海のマナン〜（キム・ユーリン）[4]
- 辱妻 〜ご利用は計画的に〜（夏目まどか）[5]

#### 2005年
- 医辱（川崎燐華）[6]
- キュンキュン家庭ちょー教師 〜性の手ほどき A to Z〜（井原綾乃）[7]
- クリーク・クリーク 〜先生、私も戦います!〜（平谷望由）[8]
- Dr.ペコ 秘密の診療所 〜人に言えない性の悩み解決いたします〜（早乙女詩奈保）[9]
- Dr.ペコ 秘密の診療所2 〜まもりの秘密解決いたします〜（相原こより）[10]
- 夢幻廻廊（たろ）[11]
- もっといじってプリンセス 〜もう!またこんなところで2〜（ニーナ）[12]
- 闇の声 異聞録（七海、リアン）[13]

#### 2006年
- あおぞらマジカ!!（アレット）
- かみさまの宿っ!（神薙ほとり）[14]
- 戦場デ少女ハ躰ヲカケル（アフィ・モコエナ[15]、宮原美樹[16]）
- どうして? いじってプリンセス Final Road（ニーナ）
- ねとって女神!（トール）[17]
- ぷりサガ! 〜ボクの妃はXXX〜（ジェシカ＝オルティス）[18]
- み・こ・こ・ん -巫女婚-（高千穂五十鈴）
- 夢幻天使エクスシア（十河王香）[19]
- メイでぃ! 〜ご主人様は同級生〜（水越文実）[20]

#### 2007年
- Alea -アレア- 紅き月を遙かに望み
- Vanishing Twin（和泉千鶴）
- GUN-KATANA（銃刀） ―Non-Human-Killer―（サクラコ、ミツルコ[21]、マリアンヌ[22]）
- Xross Scramble（武内優香）
- 式神 〜桔梗の華に秘めたる想い〜（須崎綺來）[23]
- 辱島 -ジョクジマ-（土屋まひる）[24]
- 新世紀いじってプリンセス 〜もう! またそんなことまで〜（リーナ）[25]
- とらぶるDAYS（サクヤ）
- ぷりサガ! 〜プリンセスをさがせ!〜（ジェシカ＝オルティス）[26]
- 夜刀姫斬鬼行 -剣の巻-

#### 2008年
- オトメクライシス（武内優香）
- 恋する式（おとめ） 〜SHIKIGAMI 2008〜（須崎綺來）[27]
- 新世紀いじってプリンセス NEXT 〜鬼（なまいき）姫ビィ登場!〜（リーナ）[28]
- 新世紀いじってプリンセス NEXT2 〜くノ一カスミ参上!〜（リーナ）[29]
- 新世紀いじってプリンセス NEXT3 〜魔族姫ラビス降臨〜（リーナ）[30]
- ぷりサガ!X（ジェシカ＝オルティス）

#### 2009年
- 新世紀いじってプリンセス NEXT4 〜超（スーパー）メイドマリー推参!?〜（リーナ）[31]
- ぷりサガ! PORTABLE（ジェシカ＝オルティス）
- 夢幻廻廊1.5 〜連鎖〜（たろ）[32]